# Hermann Grapow
Hermann Grapow (1 de setembre de 1885 a Rostock - 24 d'agost de 1967 a Berlín) fou un egiptòleg alemany.

## Biografia
Hermann Grapow, motivat per la lectura del llibre « Blütezeit des Pharaonenreiches » de Georg Steindorff, va començar l'aprenentatge de l'egipci quan encara era un jove estudiant, amb la recopilació de l'« Ägyptisches Glossar » d'Adolf Erman Mitjançant Heinrich Schäfer, Grapow fou presentat personalment a Erman en 1905, i va començar el 1906 estudis d'egiptologia sota la direcció d'Adolf Erman, a la Universitat de Berlín. El 1912, va presentar una tesi doctoral titulada « El 17è capítol del llibre dels morts egipci i la seva influència en la història de les religions.» Ja des del 1907, treballava com a assistent auxiliar en el si del projecte de diccionari de la llengua egípcia, i es va transformar progressivament en un col·laborador irreemplaçable. Fou el responsable de la classificació i la tria de prop d'1.4 milions de fitxes de referència.
Per treballar en aquest projecte, l'Acadèmia Prussiana de les Ciències el nomena el 1922 col·laborador científic titular. El 1928 és nomenat, gràcies a la influència d'Erman, professor honorari d a la Universitat de Berlín. Des del 1929, va impartir cursos al costat de Kurt Sethe. Després de la mort de Sethe en 1934, prengué temporalment la direcció del seminari d'egiptologia. Es va afiliar al Partit Nazi en 1937, i fou nomenat professor titular el 1938. L'estiu de 1940 fou nomenat degà de la facultat de filosofia i a la primavera de 1943 fou nomenat vice-rector de la Universitat de Berlín.
El 8 de juny de 1938, va ser elegit membre de ple dret de l'Acadèmia de Berlín i secretari interí de la classe filosòfico-històrica De 1943 a 1945 va ser vicepresident de l'acadèmia. El 1947, va fundar, amb l'orientalista Richard Hartmann i Diedrich Westermann, l'Institut d'Investigació d'Orient de l'Acadèmia de Berlín. Va succeir Richard Hartmann com a director a partir de 1956. El 1953 i 1959, va rebre el Premi Nacional de la República Democràtica Alemanya.
Després de la Segona Guerra Mundial, Grapow continuà treballant en l'acabament del Diccionari de la llengua egípcia. Després de la seva aparició, es va concentrar en la segona tasca de la seva vida, l'edició de textos egipcis antics relacionats amb la medicina. Sis anys després de la seva mort aparegué, el 1973, el novè i darrer volum de la sèrie « Fonament de la medicina dels antics egipcis » (Grundrisse der Medizin der alten Ägypter) qu'il avait initiée.

## Obres
- Die bildlichen Ausdrücke des Ägyptischen, Leipzig, Hinrichs, 1924. Nouvelle impression Darmstadt, Wissenschaftliche Buchgesellschaft, 1983.
- Wörterbuch der ägyptischen Sprache, 7 toms, Berlín, 1925.
- Anatomie und Physiologie, Berlín, 1954
- Kranker, Krankheiten und Arzt : Vom gesunden und kranken Ägypter, von den Krankheiten, vom Arzt und von der ärztlichen Tätigkeit, Berlín 1956
- Die medizinischen Texte in hieroglyphischer Umschreibung autographiert, Berlín, 1958
- Wörterbuch der ägyptischen Drogennamen, Berlín 1959 (amb H. v. Deines)
- Wie die alten Ägypter sich anredeten, wie sie sich grüssten und wie sie miteinander sprachen, Berlín 1960